# 그때 그들
《그때 그들》(Loro)은 이탈리아에서 제작된 파올로 소렌티노 감독의 2018년 드라마, 코미디 영화이다. 토니 세르빌로 등이 주연으로 출연하였고 카를로타 카로리 등이 제작에 참여하였다.

## 출연

### 주연
- 토니 세르빌로 - 실비오 베를루스코니 역
- 리카르도 스카마르치오 - 세르조 모라 역
- 엘레나 소피아 리치 - 베로니카 라리오 역

### 조연
- 카시아 스무트니아크 - 키라 역
- 파브리지오 벤티보글리오 - 산티노 역
- 로베르토 데 프란체스코 - 파브리지오 역
- 다리오 칸다렐리 - 파올로 역
- 안나 보나이토 - 쿠파 역
- 지오바니 에스포시토 - 마리아노 역

## 기타
- 라인프로듀서: 제나로 포미사노
- 미술: 스테파니아 셀라
- 세트: 줄리아 부스넹고
- 특수효과: 파비오 트라벨사리
- 의상: 카를로 포기오리
- 배역: 애너 마리아 삼부코

## 개봉
이탈리아에서 이 영화는 2가지 액트로 개봉되었다. 2018년 4월 24일 로로 1, 2018년 5월 10일 로로 2.
영국에서 《그때 그들》은 2019년 4월 19일 개봉되었다.